# فرقة المشاة 15 (العراق)
تأسست فرقة المشاة الخامسة عشرة في نوفمبر/تشرين الثاني 2015، وتلقت قواتها تدريبات في البداية على يد مدربين عراقيين لمدة ستة أشهر، ثم دخلت في دورات تدريبية لمدة ستة أشهر أخرى تحت إشراف قوات التحالف في معسكر التاجي. وتُعتبر الفرقة من أقوى الفرق في القوات البرية من حيث التدريب والتجهيز والتسليح.
تأسست الفرقة في عهد صدام حسين. في عام 1997، اتخذ الفيلق الثاني مقرًا له في ديالى، وسيطر على الفرقة المدرعة الثالثة، بالإضافة إلى فرقة المشاة الخامسة عشرة (مقرها آمرلي)، وفرقة المشاة الرابعة والثلاثين.

## هيكلية
يتكون القسم حاليًا من أربعة ألوية:
- لواء المشاة 71
- لواء المشاة 72
- لواء المشاة 73
- لواء المشاة 91

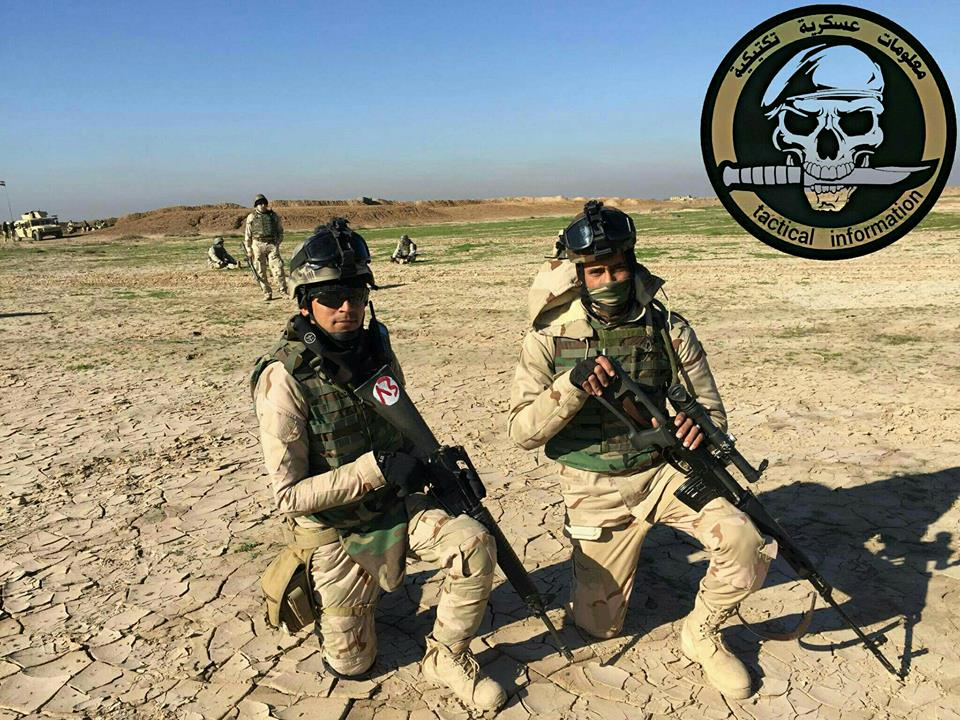
جندي من فصيلة القناصة

يتألف اللواء من ثلاثة أفواج، تضم فوج مغاوير واحد، يتألف كل منها من أربع سرايا. تتكون السرية من أربع فصائل مع فصيلة إسناد. يتكون الفصيل من ثلاث فرق. تتكون السرية من فرقتي إطلاق نار. تضم الفرقة أيضًا كتيبة مدفعية (خفيفة وثقيلة) وكتيبة هندسة ميدانية. يضم كل فوج فصيلة قناصة.

## معدات

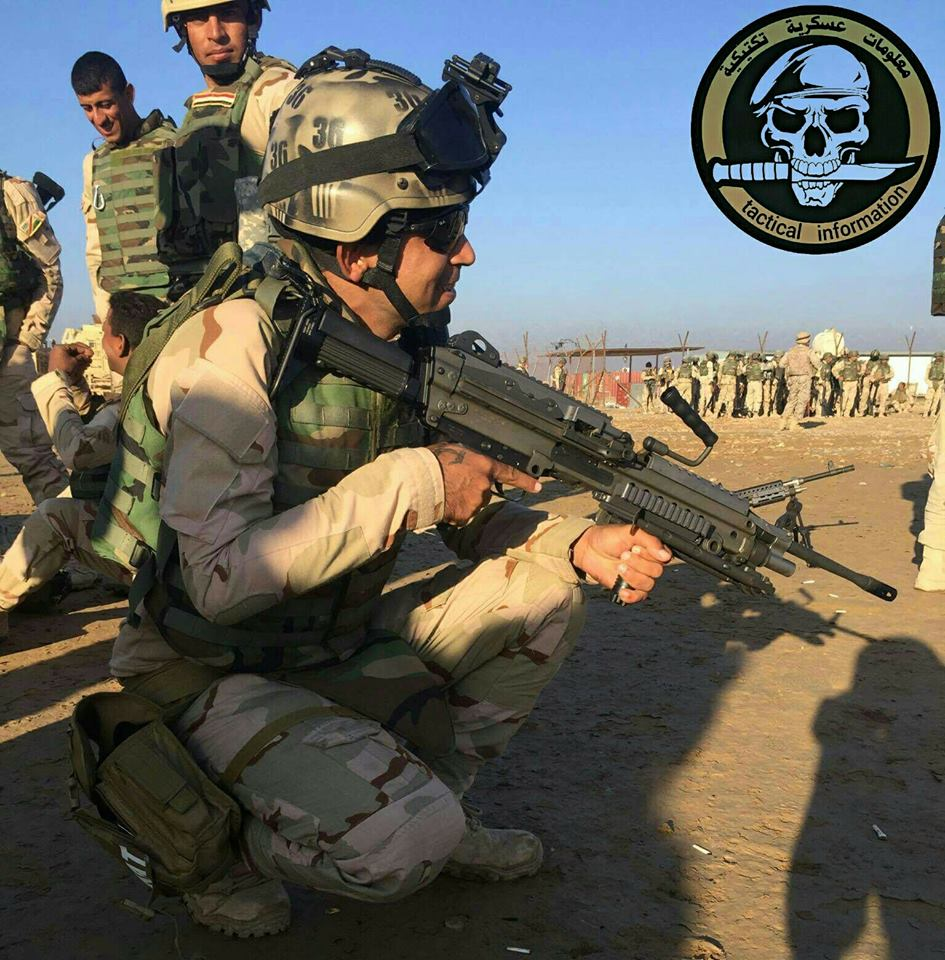
جندي عراقي من الفرقة 15 يحمل بندقية M249

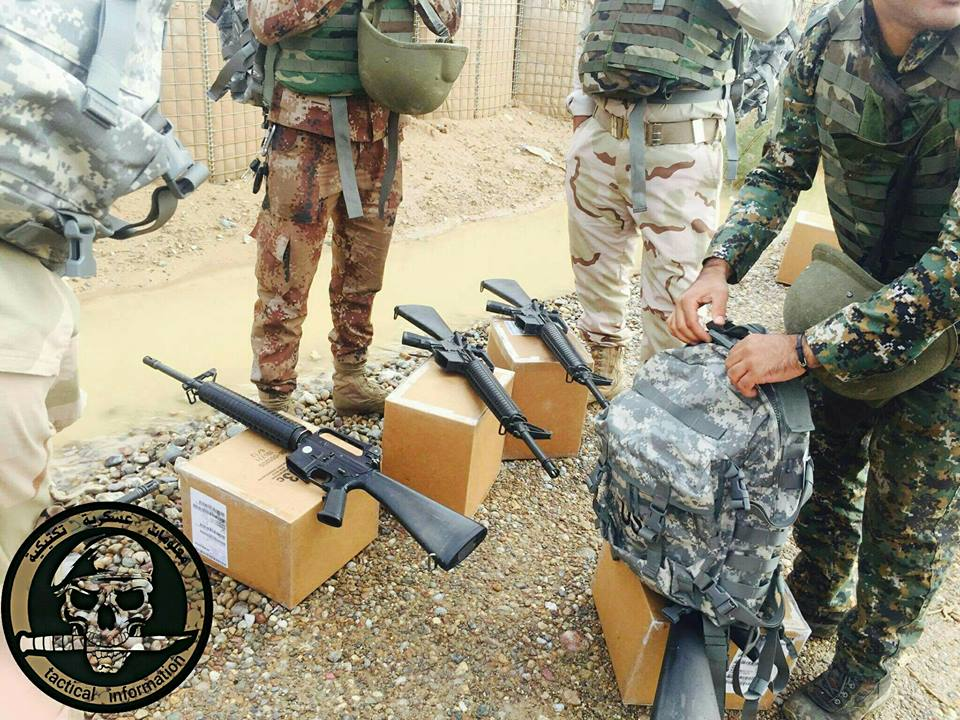
بندقية هجومية M16

### التسليح الفردي للمقاتلين
جُهِّزوا في البداية ببنادق AK-47 وبنادق PKC عيار 7.62 ملم وبنادق RPK عيار 7.62 ملم وقاذفات RPG-7 ورشاشات دوشكا عيار 12.7 ملم. طُوّرت أسلحتهم بعد فترة إلى أحدث الأسلحة، وهي بنادق إم-16 ومسدسات إم-249 إس-56 إم -240 إم-240 . ملم وقذائف الهاون AT-3 مع مدافع M-2 Browning الثقيلة 12.7، وبنادق هجومية MK-19 عيار 40 ملم.

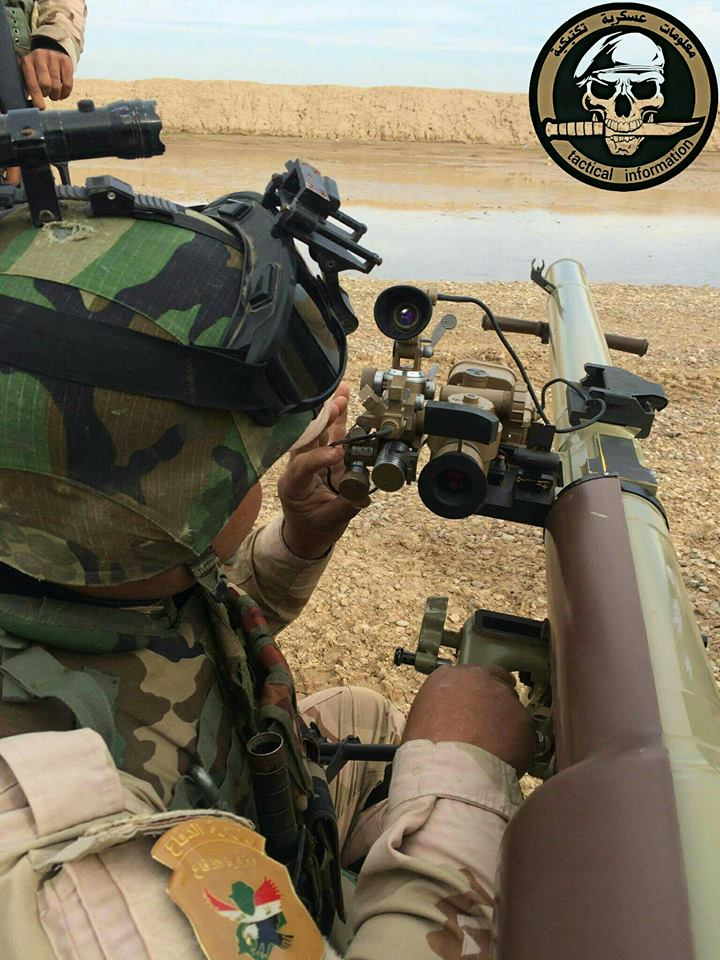
جندي يحمل مدفعًا مضادًا للدبابات من طراز SPG-9

يستخدم القسم أيضًا مدافع هاون عيار 60 ملم و81 ملم و120 ملم. تُختَبَر هذه الأسلحة في كل سرية من سرايا القسم، بالإضافة إلى مدافع SPG-9. وهي مجهزة بدروع I-OTV وخوذات حديثة جدًا، مثل خوذات MICH-2000/2001، وخوذات متنوعة، وحقائب قتالية، ومعدات فردية أخرى.
جُهِّزَ القسم بمركبات مقاومة للألغام ومحمية من الكمائن (MRAP)، مثل إنتيرناشيونال ماكس برو، وCAIMAN، والنسخة الأحدث من هامفي.

## تاريخ القتال
أول معركة شاركت فيها الفرقة هي معركة تحرير معسكر الحمراء في منطقة النباعي عام 2015 وأيضا معارك الموصل الأخيرة وشاركت لاحقا في تحرير تلعفر وشاركت في الصراع العراقي الكردي.